# Ludvig Jung
Ludvig Andreas Thomas Jung (født 24. august 1817 på gården Nordfeld på Møn, død 11. september 1884 i København) var en dansk proprietær og politiker.
Jung var søn af forpagter Johannes Jung. Han var uddannet i landbrug og købte Lyngebæksgård nord for Hørsholm i 1846. Han solgte gården i 1856 og flyttede på et tidspunkt til København. Jung var medlem af sogneforstanderskabet 1850-1853 og dets formand i 1850.
Han var medlem af Folketinget valgt i Frederiksborg Amts 2. valgkreds (Fredensborgkredsen) fra 26. februar 1853 til 14. juni 1858. Ved folketingsvalget 1858 tabte han til major Charles Beck.